# Piode
Piode är en ort och kommun i provinsen Vercelli i regionen Piemonte, Italien. Kommunen hade 108 invånare (2018).